# Polycoryphus asper
Polycoryphus asper – gatunek kosarza z podrzędu Laniatores i rodziny Assamiidae. Jedyny znany przedstawiciel monotypowego rodzaju Polycoryphus.

## Występowanie
Gatunek występuje w środkowej Afryce. Został dotąd wykazany z Namibii i RŚA.